# Super 3D Noah’s Ark
Super 3D Noah’s Ark — компьютерная игра в жанре шутер от первого лица на христианскую тематику, разработанная и выпущенная компанией Wisdom Tree в 1994 году для платформ Super Nintendo Entertainment System и DOS. Единственная коммерческая игра для SNES, изданная без согласования с Nintendo. Чтобы обойти действие защитного микропроцессора консоли, разработчики создали устройство наподобие Game Genie, с которым игрок может вставлять любой официальный картридж поверх уже вставленного картриджа Super 3D Noah’s Ark.
Игрок управляет ветхозаветным персонажем Ноем, который в течение шести дней путешествует по своему ковчегу и кормит живущих там животных. В плане геймплея игра напоминает Wolfenstein 3D, выполнена на том же движке, но отличается отсутствием какого-либо насилия или жестокости. Вместо оружия Ной использует различные рогатки, с их помощью мечет в голодных животных едой, после чего те засыпают. Разные виды зверей могут атаковать Ноя как вблизи, так и с расстояния, бросаясь едой в ответ. Иногда на уровнях попадаются уникальные боссы-персонажи, например, верблюд по имени Карл или слон Эрни, — для их усыпления требуется гораздо большее количество еды. Время от времени игрок должен отвечать на вопросы викторины, связанные с библейским сюжетом о всемирном потопе, при этом за правильные ответы персонаж получает дополнительную еду и очки.
Версия для SNES в графическом плане практически не отличается от Wolfenstein 3D на этой приставке, тогда как версия для персонального компьютера несколько улучшена, в частности, имеет более высокую детализацию, возможность перемещения в восьми направлениях, более качественные MIDI-мелодии и текстуры уровней.
Существует городская легенда, в соответствии с которой компания id Software специально предоставила Wisdom Tree исходный код своего движка, чтобы отомстить таким образом Nintendo of America за жёсткую цензуру при портировании на SNES Wolfenstein 3D. Однако это предположение не соответствует действительности, поскольку разработчики приобрели обычную лицензию на движок и с самого начала планировали создать независимую игру, никак не связанную с Nintendo. Выпуск Super 3D Noah’s Ark не сопровождался рекламной кампанией и не имел большого коммерческого успеха, игра распространялась в основном в христианских книжных магазинах. Несмотря на схожее название, игра никак не связана с платформером Noah's Ark, выпущенным двумя годами ранее для приставки Nintendo Entertainment System.